# Forever Young (álbum)
Forever Young é o álbum de estreia da banda alemã de synthpop Alphaville,  lançado em 27 de setembro de 1984. Este álbum contém os três maiores êxitos da banda: "Big in Japan", "Forever Young" e "Sounds Like a Melody". A faixa título do álbum esteve incluída na trilha sonora internacional da telenovela brasileira De Quina pra Lua exibida entre 1985/1986, exibida pela Rede Globo.

## Faixas
Todas as músicas compostas por Alphaville.
| N.º | Título                 | Duração |  |
| 1.  | "A Victory of Love"    | 4:14    |  |
| 2.  | "Summer in Berlin"     | 4:42    |  |
| 3.  | "Big in Japan"         | 4:43    |  |
| 4.  | "To Germany With Love" | 4:15    |  |
| 5.  | "Fallen Angel"         | 3:55    |  |
| 6.  | "Forever Young"        | 3:45    |  |
| 7.  | "In the Mood"          | 4:29    |  |
| 8.  | "Sounds Like a Melody" | 4:42    |  |
| 9.  | "Lies"                 | 3:32    |  |
| 10. | "The Jet Set"          | 4:52    |  |

## Integrantes
- Marian Gold: Vocais
- Bernhard Lloyd: Teclados, Programação
- Frank Mertens: Teclados

## Posição nas paradas
| Parada (1984) | Posição |
| ------------- | ------- |
| Áustria       | 16      |
| Alemanha      | 3       |
| Itália        | 20      |
| Noruega       | 1       |
| Suécia        | 1       |
| Suíça         | 4       |
| Billboard 200 | 180     |